# Tereré
Le tereré est une boisson à base de feuilles de yerba mate (Ilex paraguariensis) et d'eau avec beaucoup de glace, à laquelle on ajoute généralement des pohã ñana (des herbes médicinales en guaraní). Cette infusion trouve ses racines dans l'Amérique précolombienne, qui s'est imposée comme une tradition dans la région guarani à l'époque des réductions franciscaines et jésuites, comme le confirment les chroniques des XVIe, XVIIe et XVIIIe siècles. Il existe également une variante faite avec du jus, appelée tereré de jugo (« tereré et jus ») ou « tereré russe », selon les régions. Le 17 décembre 2020, l'UNESCO déclare le tereré comme patrimoine culturel immatériel de l'humanité pour le Paraguay, qui couvre la boisson (tereré) et ses méthodes de préparation avec des herbes médicinales (pojhá ñaná),.
Il s'apparente au maté — une infusion également à base de yerba maté —, mais à la différence près que le tereré se consomme froid, particulièrement dans les régions les plus chaudes du Cône Sud. Il est originaire du Paraguay, où il est considéré comme un marqueur culturel,. Il est également ancré dans les traditions de tout le nord-est de l'Argentine (provinces de Corrientes, Formosa, Chaco et tout le Misiones), une région où l'infusion de yerba maté se consomme avec de l'eau chaude et froide depuis l'époque précolombienne, comme l'indiquent les mémoires écrites des Jésuites, et où elle est considérée comme typique de la région et consommée pratiquement toute l'année. Au cours des dernières décennies, le tereré est devenu populaire dans certaines régions du sud du Brésil, de l'est et du sud de la Bolivie et dans la majeure partie du reste de l'Argentine, pays où le tereré de jugo est également populaire, encore plus que le tereré de agua.
Des herbes (rafraîchissantes et/ou médicinales) sont fréquemment ajoutées, telles que la verveine citronnée, le menta'i ou peperina, le cocú, la menthe, la salsepareille, le prêle, le burrito, l'agrial, la batatilla, la verveine, le capi'í catí, l'absinthe, la Santa Lucía, l'escobilla, la feuille de citronnier, le safran, le gingembre, le taropé, la partudilla blanche, entre autres. Actuellement, divers commerces vendent de la glace aromatisée à base de yuyos et/ou de fruits médicinaux rafraîchissants pour la consommation dans le tereré, tant au Paraguay,  que dans le nord-est de l'Argentine.

## Consommation

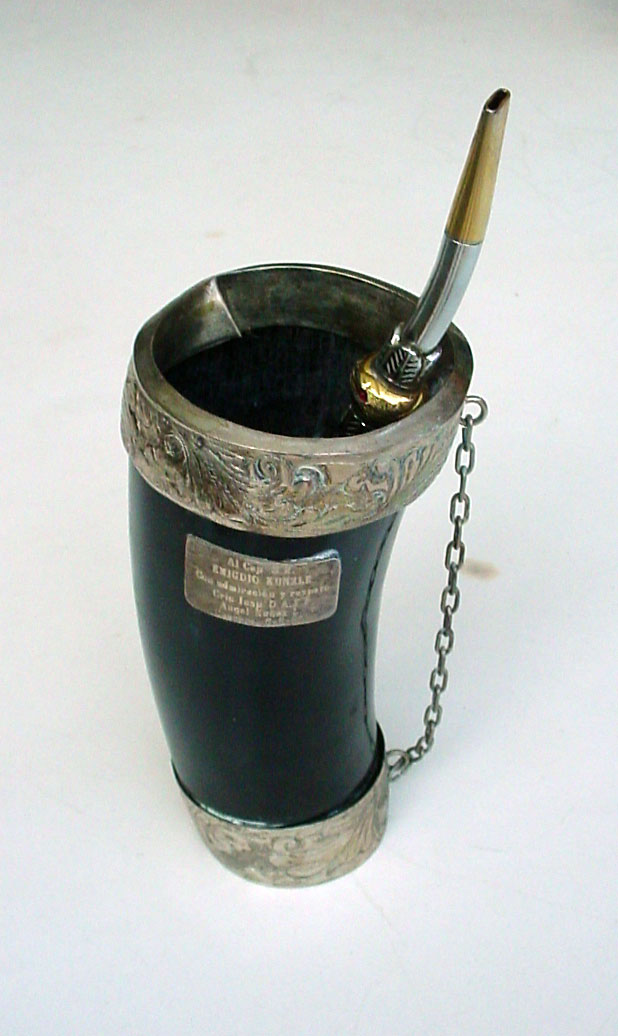
' de tereré.

Le tereré est une boisson qui se prépare dans une cruche, un thermos ou un tykuador ,, dont le liquide est versé et consommé dans un récipient appelé guampa (es) (au Paraguay) ou mate (en Argentine), d'où il est siroté à travers une bombilla. Les guampas utilisées en tereré sont des récipients faits à partir de cornes d'animaux, généralement des cornes de bovins, mais peuvent également être en métal, en bois, en aluminium ou en argent. La guampa neuve ou celle qui n'a pas été utilisée depuis longtemps, comme c'est le cas du maté, doit être « durcie » avant utilisation, car la partie inférieure est généralement recouverte d'un morceau de bois rond. Lorsque remplie d'eau, le bois se dilate, de sorte qu'il recouvre toutes les fuites de la guampa. Elles sont également généralement fabriquées en bois et recouverts/décorés de cuir ou d'acier.

## Étymologie
L'interprétation la plus fréquente suggère que tereré est un mot d'origine guarani et est une onomatopée, liée aux trois dernières gorgées que l'on prend en buvant la boisson.
Carlos Alberto Cacciavillani suggère que le mot tereré est d'origine latine et, par conséquent, ce serait un mot de création jésuite adapté au guarani, ce qui explique l'accent mis sur la dernière syllabe. En latin, terere (sans accent) apparaît avec le sens d'« écraser » dans Terere in mortalio de Pline et Terere Bacam de Virgile.

## Variétés
Le « tereré et jus » ou « tereré russe » est une variante du tereré traditionnel fait à partir d'eau. C'est une boisson consommée au Paraguay, dans le sud du Brésil et dans toute l'Argentine. Cette infusion remplace (ou combine) les herbes médicinales (pojhá ñaná) du tereré herbal par un jus de fruit, qu'il soit à base de jus naturel ou à base de jus en poudre provenant d'un sachet (dans les deux cas presque toujours des agrumes). Plus rarement, du soda aux agrumes ou du thé glacé sont aussi utilisés. Consommé depuis l'époque précolombienne, cette variante du tereré est apparue au cours du XXe siècle.
Au Paraguay, le tereré et jus puiserait ses origines en raison de l'immigration slave, à l'époque où des gens comme le capitaine Nicolás Blinoff sont arrivés au Paraguay en exil, qui jouera plus tard un rôle dans la guerre du Chaco en combattant avec les troupes paraguayennes. À la place de l'eau, les Slaves utilisaient du jus d'orange et ajoutaient quelques additifs à l'herbe guampa elle-même. Intégrés dans la société, les Slaves réussissent à diffuser cette coutume dans un premier temps dans les villes du sud du Paraguay telles que Hohenau, Obligado, Bella Vista, Fram et Encarnación.
La boisson n'est pas très bien reçue par la majorité des Paraguayens et des habitants de la province de Formosa, elle l'est cependant bien plus dans le sud du Paraguay. Son acceptation est plus répandue et même très populaire dans une grande partie de l'Argentine et du sud du Brésil.

## Dans le monde

### Argentine
Dans tout le pays, le tereré avec de l'eau glacée, du jus d'agrumes, du jus en poudre, du soda ou de la caña quemada (es) est populaire. Selon une étude, le tereré est consommé par 90 % des Qom dont l'alimentation est basée sur des ragoûts et des gâteaux frits. Sa consommation augmente dans tout le pays, surtout pendant l'été, notamment chez les jeunes de la génération Y.

### Bolivie
Il est consommé dans les départements du sud et de l'est du pays tels que Tarija, le sud  de Chuquisaca et Santa Cruz, notamment dans les villes de Roboré et les communautés mennonites.

### Brésil
Il est consommé principalement dans le sud-ouest du pays, dans les États de Río Grande del Sur, Santa Catarina, Mato Grosso, Mato Grosso del Sur, Paraná (le plus grand État producteur de yerba maté, consommateur préféré de maté chaud) et à l'ouest de São Paulo. Il est plus traditionnel dans le Mato Grosso do Sul, où sa consommation est symbolique et inhérente au patrimoine culturel d'une grande partie de la population. Le cycle de consommation du tereré au Brésil a commencé dans la ville de Punta Porã, qui borde la ville paraguayenne de Pedro Juan Caballero.

### Espagne
Il est consommé principalement par la communauté paraguayenne du pays. L'Académie ibéro-américaine d'Espagne a décerné la mention honorable « Aide et promotion de la recherche en Amérique latine » aux chimistes pharmaceutiques Rosa Degen et Yenny González de l'Université nationale d'Asunción, qui ont obtenu une reconnaissance internationale pour leur recherche sur le tereré et ses liens avec la médecine traditionnelle. Il s'agit d'une recherche scientifique sur le tereré et les plantes médicinales : comment on le consomme, ses attributs médicinaux, la façon dont il est préparé, les plantes utilisées, entre autres.

### Paraguay
Le tereré est déclaré boisson officielle du Paraguay et « patrimoine culturel de la Nation ». Chaque dernier samedi de février est célébrée la « Journée nationale du tereré »,. En 2019, le Secrétariat national à la culture du pays a déclaré patrimoine culturel immatériel national les pratiques et connaissances traditionnelles du tereré dans la culture du Pohã Ñana, une boisson ancestrale guaranie du Paraguay. La ville d'Itakyry est même le siège du « Festival du tereré » depuis 1998.